# 宋國相
宋國相（1555年—？），字時佐，山東濟南府濱州人，軍籍，明朝政治人物。

## 生平
萬曆四年（1576年）丙子科山東鄉試第十三名，萬曆五年（1577年）丁丑科會試第一百二十三名，登三甲第一百七十七名進士。萬曆七年，接替韓容，擔任南直隶常州府宜興縣知縣，后由胡旦接任知縣。十年任陕西咸阳县知县。

## 家族
曾祖宋厚；祖父宋漢，曾任所吏目；父宋榮。母杜氏。具慶下。